# 1659
1659 (MDCLIX) a fost un an comun al calendarului gregorian, care a început într-o zi de miercuri.

## Nașteri
- 18 iulie: Hyacinthe Rigaud, pictor francez (d. 1743)

## Decese
- 23 septembrie: Bogusław Leszczyński, nobil polonez și politician al Poloniei Mari, 47 ani (n. 1612)
- 31 decembrie: János Apáczai Csere, 34 ani, scriitor, filosof cartezian maghiar din Transilvania (n. 1625)